# Cégénydányád
Cégénydányád è un comune dell'Ungheria di 735 abitanti (dati 2001). È situato nella contea di Szabolcs-Szatmár-Bereg.